# Língua gálata
O gálata é uma língua céltica extinta falada outrora na Galácia, Ásia Menor, desde o século III a.C. até o século IV d.C.
Só algumas observações e breves comentários sobreviveram deste idioma, tanto citados por escritores clássicos como alguns nomes esparsos em inscrições. Ao todo, somam-se aproximadamente 120 palavras, a maior parte nomes próprios terminando em -riks (cf. gaulês -rix/-reix, irlandês antigo ri, gótico -reiks, latim rex), "rei"; outros terminados em -marus, dativo -mari (cf. gaulês -maros, ant. irlandês mor, galês mawr), "grande"; nomes tribais como Ambitouti (ant. irlandês imm-, "ao redor", e tuath, "tribo"), e o item léxico drunaimeton, "lugar de assembleia" (cf. ant. irlandês drui,  "druida", e neimed, "lugar santo").
O gálata era um idioma celta continental, contemporâneo da língua gaulesa, da qual foi possivelmente um dialeto.